# Meningokokken type W
Meningokokken type W is een serotype meningokok (Neisseria meningitidis). Net als Meningokokken type C kan type W een gevaarlijke hersenvliesontsteking veroorzaken.
Vanaf 2015 nam het aantal besmettingen met type W in Nederland sterk toe, terwijl in de periode daarvoor vooral type C het meest voorkwam. Voor 2014 waren er gemiddeld 4 gevallen per jaar, in 2016 was dat aantal gegroeid naar 50. Tot en met medio 2016 overleden in Nederland 3 personen aan de ziekte.
Tot en met mei 2018 waren 57 patiënten op de intensive care opgenomen. 11 mensen waren overleden. Tot en met half november 2018 waren er zo'n 93 ziektegevallen waarvan 19 overleden.

## Ziekte en symptomen
Ongeveer 10 procent van de mensen is drager van de bacterie in hun neus of keel, zonder dat zij er ziek van worden. Als de bacterie terechtkomt in het bloed of in het zenuwstelsel kunnen ernstige ziekten ontstaan, zoals bloedvergiftiging en hersenvliesontsteking. Vooral baby's, tieners en ouderen zijn gevoelig.
De eerste symptomen van een type W infectie variëren sterk, waardoor het lastig is om een diagnose te stellen. Hevige keelpijn verschijnt vaak als eerste, huiduitslag vaak later. Ook hebben patiënten gastro-intestinale klachten. Door de moeilijke diagnose is het overlijdenspercentage hoog.

## Vaccinatie
In Engeland begon de overheid in 2015 met vaccinatie van tieners tegen een infectie met type W.
Vanwege de toename van het aantal besmettingen in Nederland besloot de minister van Volksgezondheid, Edith Schippers, om vanaf 2018 de vaccinatie tegen type W, en 3 andere types, A, C en Y, op te nemen in het rijksvaccinatieprogramma. De minister nam dit besluit vanwege de ernst van de situatie op basis van een deskundigenbericht. Een advies van de Gezondheidsraad was toen nog niet gereed. Vanaf 2002 werden kinderen van 14 maanden al tegen type C gevaccineerd, waardoor het aantal  infecties door type C sterk afnam.